# Guilherme Clezar
Guilherme Clezar (Porto Alegre, 31 de diciembre de 1992) es un tenista profesional brasilero.
Su mayor ranking a nivel individual lo logró el 3 de agosto de 2015 cuando llegó hasta la posición n.º  153. Mientras que en dobles fue el 15 de agosto de 2016, cuando llegó a la posición n.º 171.

## Carrera
Ganó relevancia en 2009 al llegar a los cuartos de final de Roland Garros en juveniles.
En 2010 llegaron los cuartos de final en Abierto clave juvenil australiano de perder ante el subcampeón Sean Berman.
En 2011, llegó a los cuartos de final del Challenger de Recife, y ganó dos torneos futures en Brasil. En la segunda mitad, ganó dos Futures más, entrando en el top 300 en todo el mundo.
En 2012 ganó por primera vez un título Challenger, en Río Quente, llegando a la posición 218 en el mundo. También disputó las semifinales del Challenger de Belén.
En 2013 gana su segundo título de la categoría ATP Challenger Series al hacerse con el Challenger de Campinas, derrotando al argentino Facundo Bagnis en la final.

## Títulos
| Leyenda                     | Individuales | Dobles |
| --------------------------- | ------------ | ------ |
| Grand Slam                  | 0            | 0      |
| ATP World Tour Finals       | 0            | 0      |
| ATP World Tour Masters 1000 | 0            | 0      |
| ATP World Tour 500 Series   | 0            | 0      |
| ATP World Tour 250 Series   | 0            | 0      |
| ATP Challenger Series       | 2            | 0      |

### Individuales
| N.º | Fecha      | Torneo                   | Superficie    | Rival en la final | Resultado    |
| --- | ---------- | ------------------------ | ------------- | ----------------- | ------------ |
| 1.  | 12.05.2012 | Challenger de Río Quente | Dura          | Paul Capdeville   | 7-6 (4), 6-3 |
| 2.  | 22.09.2012 | Challenger de Campinas   | Tierra batida | Facundo Bagnis    | 6-4, 6-4     |